# Quang Hưng (ca sĩ)
Nghệ sĩ Quang Hưng (15 tháng 6 năm 1934 - 20 tháng 1 năm 2014) là một trong những ca sĩ lớn thuộc thế hệ đầu tiên của dòng nhạc cách mạng Việt Nam. Ông được các chiến sĩ mệnh danh là chim sơn ca của các chiến lũy. Tên tuổi ông gắn liền với những ca khúc như Anh quân bưu vui tính (Đàm Thanh), Bài ca Hồ Chí Minh (Ewan MacColl), Tiến về Sài Gòn (Lưu Hữu Phước), Người Hà Nội (Nguyễn Đình Thi), Trường ca sông Lô (Văn Cao)... Giọng ca của Quang Hưng được nghệ sĩ nhân dân Quang Thọ nhận xét là chất giọng thép, giàu tính học thuật. Ông được nhà nước phong tặng danh hiệu nghệ sĩ ưu tú.

## Tiểu sử
Nghệ sĩ ưu tú Quang Hưng sinh ra trong một gia đình nghệ thuật yêu nước. Cha ông là cụ Lê Phổ Văn, giỏi Nho học và Tây học, từng cắp tráp theo hầu cụ Phan Bội Châu. Mẹ là cụ Nguyễn Thị Hiên, đàn hay, hát giỏi, từng là một giọng ca trù nổi tiếng của Hưng Yên hồi đầu thế kỷ trước. Ông thừa hưởng tình yêu nghệ thuật từ mẹ và sự cứng cáp rắn rỏi sau này của ông từ bố trong giọng hát cũng như trong tính cách. Quang Hưng là Thiếu sinh quân đặc khu Hà Nội. Toàn quốc kháng chiến, ông làm liên lạc viên và hoạt động nghệ thuật phục vụ các chiến sĩ cảm tử Liên khu Nam Hà Nội.

## Sự nghiệp
Bắt đầu sự nghiệp ca hát từ năm 13 tuổi, năm 1946, tạm biệt mẹ và Hà Nội, ông đã trở thành chiến sĩ - ca sĩ theo chân các chú bộ đội tiến bước trên mọi nẻo đường gian khổ của dân tộc.
Năm 1948, Quang Hưng tham gia Đội Tuyên truyền của Trung đoàn Thăng Long rồi về Bộ Tư lệnh Liên khu III vào năm 1949. Năm 1953, ông được cử sang Trung Quốc học quân sự kiêm phiên dịch và huấn luyện tại Trung đoàn cao xạ pháo (E 367). Năm 1954 về nước tham gia chiến dịch Điên Biên Phủ. Năm 1955, ông tham dự cuộc thi hát toàn quân "Người lính hát hay và hay hát" đã đoạt giải nhất, được Tổng cục Chính trị điều về Đoàn Ca múa Tổng cục làm ca sĩ và năm 1957 cùng Đoàn Ca múa tham dự Liên hoan Thanh niên sinh viên Thế giới lần thứ 6 tại Moskva.
Sau đó Quang Hưng được cử đi học tại Nhạc viện Trai-cốp-xki (Liên Xô). Trở về phục vụ đất nước, ông đã cùng Đoàn Văn công giải phóng miền Nam thăm và biểu diễn tại 7 nước xã hội chủ nghĩa với tư cách là một nghệ sĩ đơn ca, kêu gọi sự ủng hộ của bạn bè quốc tế trong cuộc chiến tranh giải phóng của dân tộc.
Năm 1967, nhạc sĩ Lưu Hữu Phước ra Hà Nội đưa cho Quang Hưng bản nhạc Tiến về Sài Gòn yêu cầu ông ghi âm, một bản hát bằng tiếng miền Bắc, một bản nhất thiết phải hát bằng giọng miền Nam. Băng cát-xét được mang vào Sài Gòn, sau đó bị thất lạc. Nhạc sĩ Lưu Hữu Phước phải cất cuộn băng thứ hai vào hộp đạn, giấu trong thùng gạo chuyển vào mặt trận. Mùa xuân 1975, nhạc sĩ Lưu Hữu Phước trao lại cho cánh quân đánh chiếm Đài Phát thanh. Trưa 30/4/1975, nghệ sĩ Quang Hưng theo dõi Đài Phát thanh Sài Gòn, vào lúc 12 giờ 15 phút, tiếng nhạc hùng tráng bài Tiến về Sài Gòn vang lên khắp thành phố.
Quang Hưng đã từng được tặng Huy chương Lê-nin (Hội đồng Xô-viết Tối cao Liên Xô tặng nhân 100 năm ngày sinh Lê-nin), Huân chương Chiến thắng hạng ba, Huân chương Kháng chiến chống Mỹ hạng nhì và rất nhiều giải thưởng khác. Là một người đa tài ngoài giọng hát trời phú, Quang Hưng còn có khả năng viết báo với những kiến thức sâu sắc. Ông từng tham gia viết cho các báo: Nhân dân, Văn nghệ, Quân đội nhân dân, Văn nghệ Quân đội..

## Đời tư
Năm 1957, nghệ sĩ Quang Hưng gặp nghệ sĩ múa Hoàng My. Năm 1959, hai người tổ chức lễ cưới ở khu tập thể 17 Lý Nam Đế. Đám cưới giản dị trong trang phục văn công quân đội, có kẹo bột ngọt bùi, thuốc lá Tam Đảo, nước chè xanh và lời ca tiếng hát của bạn bè. Sau ngày cưới một tháng, ông sang Liên Xô học tập 5 năm tại Nhạc viện Trai-cốp-xki, trở về công tác tại Nhà hát Giao hưởng Nhạc vũ kịch Việt Nam, đến năm 1990 thì quyết định hưu trí.
Ông qua đời đột ngột vào ngày 20-1-2014 tại Hà Nội, hưởng thọ 80 tuổi. Dù được các bác sĩ Bệnh viện 198 tận tình chăm sóc, do tuổi già sức yếu, ông không qua khỏi. Lễ viếng và đưa tang NSƯT Quang Hưng diễn ra vào sáng 23/1 tại Nhà tang lễ bệnh viện 198 Hà Nội.